# Rosemarie Trockel
Rosemarie Trockel, née le 13 novembre 1952 à Schwerte en Rhénanie-du-Nord-Westphalie, est une artiste conceptuelle allemande. Son travail artistique aux multiples facettes est composé de photographies, de dessins, de sculptures mais aussi de vidéos et d'installations. Son œuvre très personnelle et diverse ne peut être rattachée à un mouvement artistique spécifique.

## Biographie
Rosemarie Trockel est née le 13 novembre 1952 à Schwerte. Elle grandit dans la région rurale de Leverkusen et commence à dessiner à un âge précoce, bien que n'étant pas amenée à visiter des expositions ou des musées.
En 1971, elle commence des études à la Haute école pédagogique de Rhénanie (de) à Cologne, pour devenir enseignante, avec une spécialisation en anthropologie, sociologie, théologie et mathématiques. 
De 1974 à 1978, elle entreprend des études artistiques à l'Ecole des arts appliqués (de) de Cologne auprès du professeur Werner Schriefers (de).
Elle y réalise ses premiers films en format Super 8, parmi lesquels, Sei kein Kind von Traurigkeit. En 1980, elle se lie d'amitié avec l'urbaniste Monika Sprüth (de) qui devient plus tard sa galeriste. Ensemble, elles voyagent aux États-Unis où Rosemarie Trockel fait la connaissance des artistes Jenny Holzer, Barbara Kruger et Cindy Sherman, dont les œuvres l'encouragent dans sa propre conception artistique.
Depuis son exposition en solo à Cologne en 1982, son œuvre attire l'attention, particulièrement aux États-Unis (Museum of Modern Art de New York, musée d'Art contemporain de Chicago, Institut d'art contemporain de Boston).
Son travail est également reconnu en Europe, par sa participation, en 1997 à la documenta X à Cassel où elle expose Ein Haus für Schweine und Menschen (Maison pour porcs et humains) avec Carsten Höller, ou bien par sa participation au Synagogenprojekt de Stommeln en 2003.
De 1998 à 2016, Rosemarie Trockel est professeure à l'Académie des arts de Düsseldorf
Les œuvres de Rosemarie Trockel figurent aussi bien dans des collections privées comme la Fondation Vuitton ou la collection Pinault que dans les collections permanentes de nombreux musées parmi lesquels l’Art Institute de Chicago, le Museum of Modern Art de New York et la TateGallery à Londres,.

## Œuvre
Dans son travail, l'artiste porte un regard subversif et ironique sur la société. Elle utilise différents média tels que la photographie, le dessin, le collage, la sculpture et la vidéo. Le dessin reste cependant son moyen d'expression privilégié. Parmi ses thèmes de prédilection figurent l’identité et la mémoire, la sphère domestique comme la sphère publique, la transformation et la mutation, l’esthétique publicitaire et la marchandisation de l’art. Elle détourne les objets de la vie quotidienne, met en scène la banalité et l'intime, souvent avec un humour caustique, et déstabilise le spectateur.
« Sa démarche artistique dépasse néanmoins le geste féministe. Fascinée par des théories ethnographiques et sociologiques, elle s’intéresse à la transformation, à la métamorphose et à la mutation en tant que témoignage de l’instabilité des conventions sociales. » 
Rosemarie Trockel est particulièrement connue pour ses peintures en tricot, où elle tend des mailles sur un châssis comme si elle tendait une toile. La particularité de ce tricot c'est qu'il est réalisé industriellement et non pas artisanalement. « Dans les années 1970, beaucoup d'expositions collectives de femmes prenaient pour problématiques la maison, le foyer. J'ai pris la laine qui était considérée comme un matériau de femme, je l'ai sorti de son contexte et retravaillé avec un processus de production neutre. Cette simple expérimentation est devenue ma marque de fabrication, ce qui n'était pas du tout mon souhait. »,. Rosemarie Trockel évoque la notion de genre et interroge le rôle de la femme ouvrière dans la société contemporaine. 
Au début des années 1990, Rosemarie Trockel explore les possibilités de la photocopie qui permet les transformations et les superpositions : elle retouche des dessins célèbres, fait se superposer les visages de Brigitte Bardot et de Bertolt Brecht ou son propre visage à celui d'autres artistes. 
Rosemarie Trockel utilise fréquemment le réemploi. Certaines de ses œuvres sont détournées, ré-utilisées dans un nouveau contexte, re-photographiées ou combinées avec d'autres.

## Distinctions
En 1995, elle est élue membre de l'Académie des arts de Berlin.
En 1999, elle reçoit le prix d'art international par la fondation culturelle de la caisse d'épargne de Munich (de). Le 26 octobre 2004 la Société d'art moderne (die Gesellschaft für Moderne Kunst) lui décerne  le prix Wolfhang-Hahn 2004 au musée Ludwig de Cologne pour sa « stratégie artistique hautement subtile qui dépasse les frontières ». Elle reçoit le prix Wolf en art en 2011.
En 2012, elle est nommée membre de l'Académie des sciences et des arts de Rhénanie du Nord-Westphalie. Rosemarie Trockel est membre fondatrice de l'Académie des arts du monde (de) de Cologne depuis octobre 2012. En 1995, elle devient membre de l'Académie des Arts de Berlin et, en 2021, elle est élue à l'Académie américaine des arts et des sciences.
En 2013, elle reçoit le prix Haftmann.
En 2021, elle est choisie par Lab’Bel pour réaliser la 8e boîte collector de la Vache qui rit qui sera vendue durant la FIAC 2021.
Au classement Kunstkompass (de) du magazine Capital, Rosemarie Trockel se situe à la troisième place des artistes vivants en 2013 et à la quatrième de 2018 à 2020,,.

## Quelques œuvres

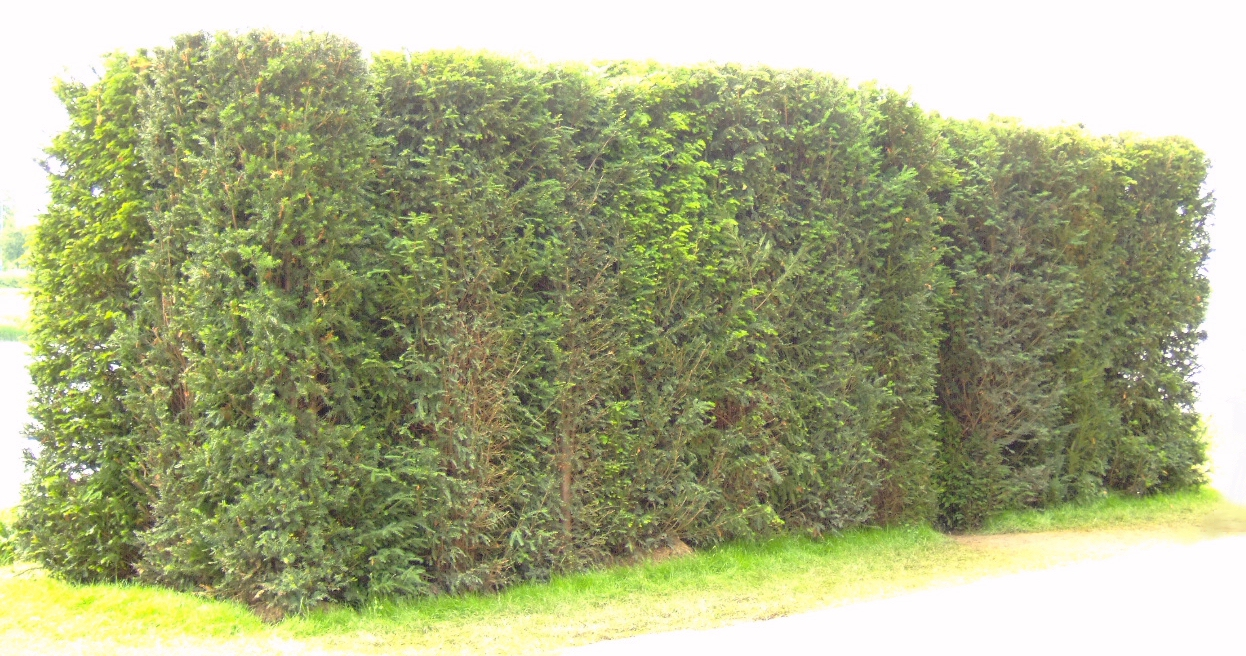
Rosemarie Trockel: Less Sauvage than Others (Weniger wild als andere) (2006)

- Ange de Francfort, 1994L'Ange de Francfort

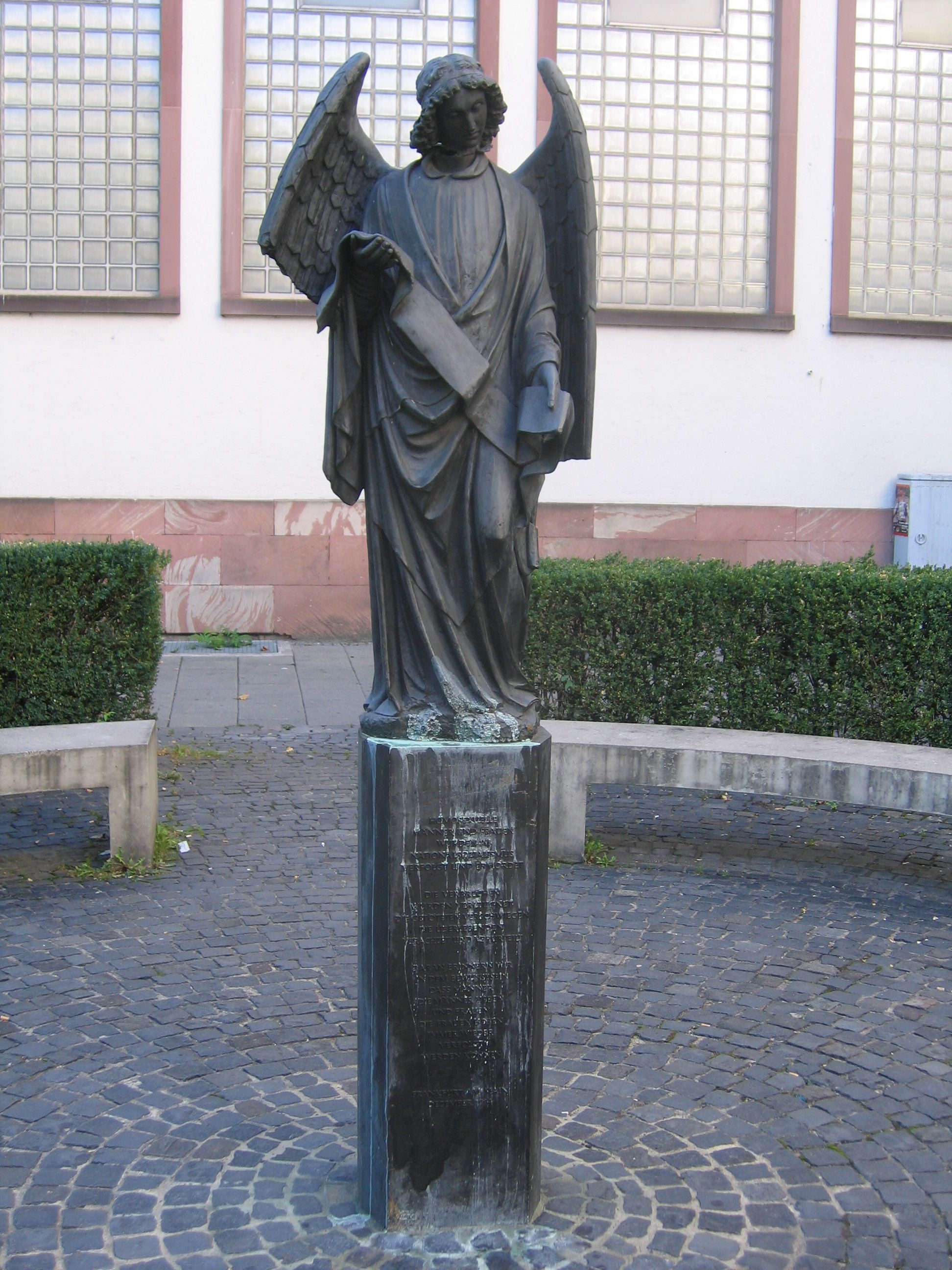
L'Ange de Francfort

- Sans titre (1991, bronze, cheveux artificiels, 140 × 56 × 20 cm)
- Painting and 56 brush strokes (1990 fer, cheveux)
- Hydrocephalus (1992, plâtre et graphie peints, ht : 45 cm)
- Maisons/Haüser (Minibus aux moustiques) (1996) (exposition à L’ARC Paris 1999)
- Prunelle : maison pour pigeons, humains et rats (1999, vidéo projection et maquette - projet pour l’exposition 2000 - Hanovre)
- Paare (1998, 7 photographies, épreuve laser, verre acrylique)
- Paare (vidéo)
- Balaklava (1986, 5 cagoules tricotées)
- Cogito, ergo sum, 1998 , laine sur toile, Centre national d'art et de culture Georges-Pompidou

### Balaklava
Balaklava est une œuvre créée par l'artiste allemande Rosemarie Trockel. Ce sont des cagoules au format standard possédant des ouvertures uniquement pour les deux yeux. Elles existent au nombre de 5 cagoules distinctes. Elles ont été produites au nombre de dix exemplaires et de trois "Artist's proof" (AP).
Chaque cagoule possède une étiquette où il est écrit : 
BALAKLAVA
ES & T  (ES pour Esther Schipper, le nom de l'éditeur, T pour Trockel) 
1986 (Année de production)
NR _ VON 10 (Le numéro de l'exemplaire sur dix)
SIGNATURE (la signature de Rosemarie Trockel)
La cagoule est un vêtement d'abord utilisé pour les sports d'hiver servant de protection contre le froid mais elle est également utilisée aujourd'hui pour de se camoufler le visage, c'est un vêtement qui rend anonyme. Utilisée pour les cambriolages et les effractions par exemple, elle est devenue un symbole de violence et de peur.
Chaque Balaklava réalisée par Rosemarie Trockel porte un logo qui est répété et qui crée le motif de la cagoule. Chacun de ces motifs dépeint les codes visuels portant sur des éléments historiques ou culturels. La première cagoule porte le logo de la Svastika, la seconde porte le logo de la marque Playboy, la troisième porte le symbole + d'un côté et le symbole - de l'autre, la quatrième porte un motif de Bridget Riley et enfin la cinquième cagoule porte le symbole du communisme avec la faucille et le marteau.
Elle décontextualise ces symboles. En effet, le logo sur chacune des cagoules n'identifie plus le symbole représenté, mais il devient tout simplement un élément décoratif. Sur la cagoule avec le motif répété du marteau et la faucille par exemple, on y trouve une dépréciation de l'idéologie, liée à l'identification des logos qui joue un rôle dans une propagande du produit et donc la représentation de ces symboles idéologiques est brouillée.
L'œuvre Balaklava revisite non seulement l'appropriation d'images existantes et la production d'un matériau fonctionnel plutôt que conceptuel mais également des éléments du travail de la femme, et ainsi elle redéfinit l'utilisation conventionnelle de la laine et du tricot. La femme pour qui la violence de la cagoule est "travail". En effet, Rosemarie Trockel évoque la notion de genre et interroge le rôle de la femme dans la société contemporaine. Elle renvoie à l’image de la femme ouvrière, dont la production économique a été marginalisée par les conventions qui la réduisent à la sphère domestique. 
C'est pourquoi Rosemarie Trockel a décidé de fabriquer des objets en tricot, tout en supprimant l'aspect artisanal étant donné que ses œuvres sont générées par ordinateur et réalisées par des tricoteuses électriques. L'artiste souhaite questionner si en supprimant cet aspect-là, elle pourrait vaincre un « cliché négatif» sur l'art des femmes.
Du fait qu'elle soit produite industriellement, cette œuvre témoigne également de son exploitation emblématique des phénomènes de production de masse et de sérialité. 
Dans les expositions, elles sont régulièrement présentées portées par des têtes de mannequins. En effet, elles ont besoin de la tête humaine pour leur donner forme et sens. Elles sont également présentées parfois dans leur emballage. Comme si elles représentaient un produit vendu en grande surface. 
Elles ont été présentées dans diverses expositions. The Syz Collection possède une série des 5 cagoules, Zwirner et Wirth et La Kunsthalle de Hambourg possède également une série. 
Le mot balaklava, signifiant cagoule est utilisé dans diverses langues telles que l'anglais, l'allemande l'espagnol  et bien d'autres. Elle trouve ses racines dans la guerre de Crimée où a eu lieu la bataille de Balaklava en octobre 1854 durant laquelle des cagoules tricotées ont été envoyées à des troupes britanniques, pour leur permettre de se protéger du froid. 
Il y a la cagoule tricotée avec deux trous pour les yeux et un troisième pour la bouche. Un père de famille rentre le soir du travail. La télévision est allumée, les deux enfants sont en train de jouer, un poulet rôtit dans le four. Sa femme tricote. Au moment où il se penche pour l’embrasser sur le front, il découvre ce qu’elle tricote. Il se fige. Le choc lui coupe le souffle. Sa femme prépare-t-elle un hold-up ? Jean-Christophe Ammann, parlant de l'œuvre Balaklava de Rosemarie Trockel 

## Expositions
- 1982: première exposition personnelle à Cologne et à Bonn
- 1988 : 
  - Projects 11, Museum of Modern Art de New York[16]
  - Made, Cologne
- 1991 : 
  - Museum of Contemporary Art, Chicago
  - Institute of Contemporary Art, Boston
- 1997 : Documenta X, Cassel[17]
- 1999 : 48e Biennale de Venise, pavillon allemand[18]
- 2007 : Skulptur Projekte (de) Münster[19]
- 2000 : Rosemarie Trockel – Skulpturen, Videos, Zeichnungen, Städtische Galerie im Lenbachhaus, Munich
- 2005 : Post-Menopause, Musée Ludwig, Cologne[20]
- 2007-2008 : Passage du temps, Tri postal, Lille[21]
- 2009 : Rebelle: Art & Feminism 1969–2009, Museum voor Moderne Kunst, Arnhem
- 2012 : Flagrant Delight, Wiels, Bruxelles[22]
- 2012–2013 :  Rosemarie Trockel: A Cosmos: Madrid, New York, Londres, Bonn[11]
- 2015 : Märzôschnee ûnd Wiebôrweh sand am Môargô niana me, Kunsthaus Bregenz[23]
- 2018 : The Same Different, Moderna Museet, Malmö[24]
- 2020-2021 : Die Sonne um Mitternacht schauen. Gegenwartskunst aus dem Lenbachhaus und der KiCo Stiftung, Städtische Galerie im Lenbachhaus, Munich[25]
- 2022 : Biennale de Venise[10]
- 2022-2023 : Retrospective, Museum für Moderne Kunst, Francfort-sur-le-Main[26]